# Pistolet Parabellum
Pistolet Parabellum (niem. Parabellumpistole; pot. luger, parabelka) – niemiecki pistolet samopowtarzalny opracowany przez Georga Lugera na przełomie XIX i XX w. Podstawowy pistolet armii szwajcarskiej w latach 1900–1949 (jako Pistole 1900), oraz armii niemieckiej w latach 1908–1938 (jako Pistole 08, P08). Nazwa pochodzi od łacińskiego przysłowia si vis pacem, para bellum (pol. jeśli chcesz pokoju, przygotuj się do wojny).

## Historia

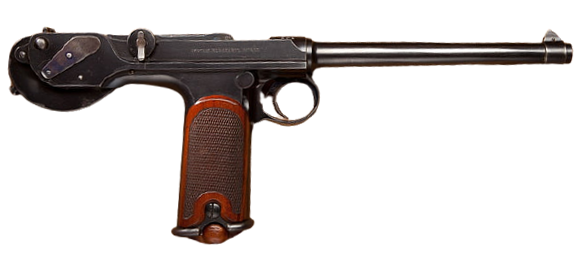
Borchardt C93, protoplasta pistoletu Parabellum

U schyłku XIX wieku niemiecki konstruktor Hugo Borchardt skonstruował pistolet samopowtarzalny, działający na zasadzie krótkiego odrzutu lufy. Miał on zamek typu zbliżonego do tych stosowanych w karabinach maszynowych Maxima. Zasilany był z magazynka umieszczonego w chwycie. Broń została przyjęta do produkcji w firmie L. LOWE w Berlinie. Wyprodukowano tylko 3000 sztuk pistoletu Borchardt C93. Broń nie znalazła zbyt wielu nabywców z powodu dużych wymiarów i ciężaru. Mechanicznie działała jednak dobrze i z tego powodu przekonstruowaniem jej zajął się austriacki konstruktor Georg Luger. W rezultacie prac powstała broń łącząca niewielkie – jak na owe czasy – wymiary z pewnością działania.

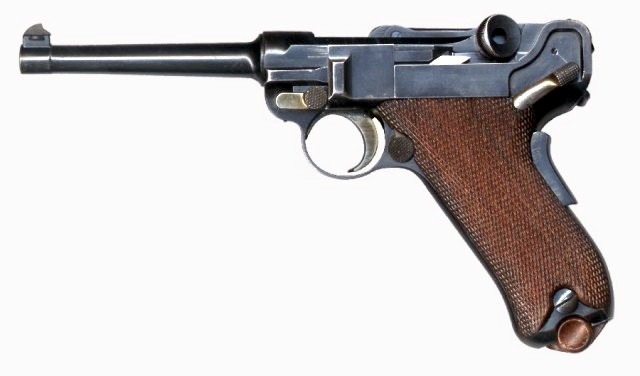
Pistole 1900 na nabój 7,65 × 21 mm

W 1899 roku rozpoczęto jego produkcję w zakładach Deutsche Waffen- und Munitions Fabriken AG (DWM) w Karlsruhe. Pierwsza wersja pistoletu zasilana była amunicją 7,65 × 21 mm Parabellum i została przyjęta na uzbrojenie armii szwajcarskiej jako Pistole 1900 (w późniejszym okresie, w Szwajcarii uruchomiono własną produkcję w Waffenfabrik Bern, oraz opracowano własne zmodyfikowane wersje Parabellum: Pistole 1900/06 oraz Pistole 1900/29).

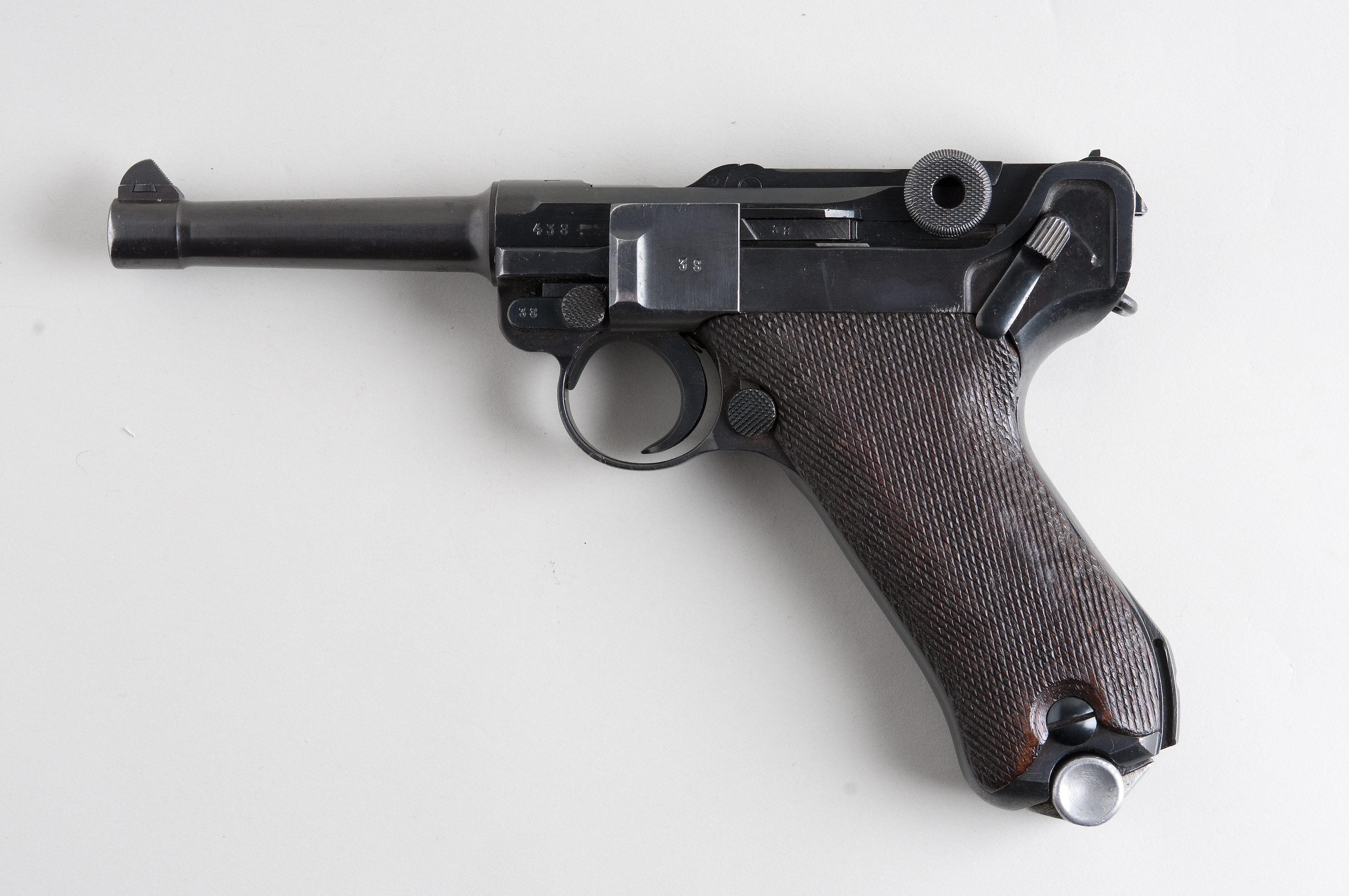
Pistole 08 na nabój 9 × 19 mm

W 1906 roku w Niemczech powstały wersje Parabellum zasilane nabojem 9 × 19 mm Parabellum, oraz kontynuowano rozwój konstrukcji pistoletu. Zaowocowało to przyjęciem Parabellum w 1908 roku na wyposażenie Armii Cesarstwa Niemieckiego, jako pistoletu podstawowego pod nazwą Pistole 08 (skr. P08), gdzie zastąpił przestarzały Reichsrevolver M1879. Stało się to pomimo oczywistych wad broni: drogiej i pracochłonnej produkcji, wrażliwości na zanieczyszczenia i jakość amunicji oraz skomplikowanej budowy. W ciągu 30 lat wyprodukowano ponad 2 000 000 egzemplarzy. W 1938 roku P08 został oficjalnie zastąpiony w roli pistoletu podstawowego przez nowocześniejszy Walther P38, mimo to produkcję P08 kontynuowano jeszcze do 1942 roku. Ogółem armia niemiecka w czasie II wojny światowej posiadała 1 355 000 sztuk tych pistoletów.
Różne modele pistoletu Parabellum stały się przedmiotem szerokiego eksportu, wchodząc na wyposażenie wielu armii świata. Najrzadszą jego odmianą są egzemplarze wyprodukowane przez zakłady Heinricha Krieghoffa w liczbie 2900 egzemplarzy dla Luftwaffe, a przeznaczone były dla spadochroniarzy.

## Konstrukcja

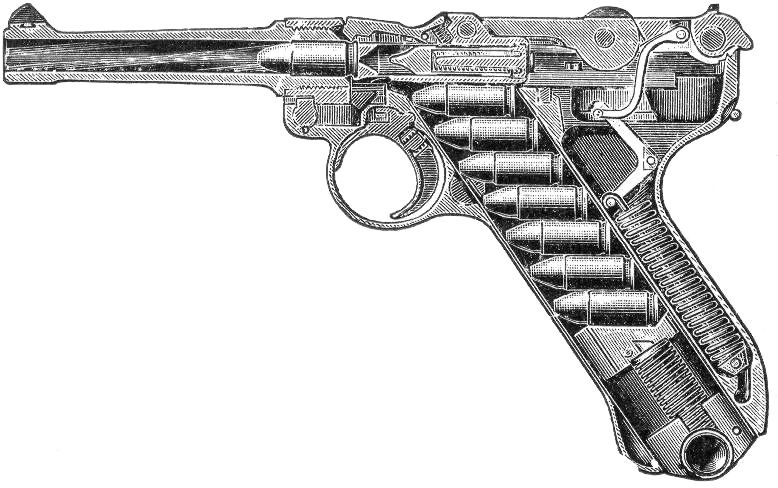
Przekrój pistoletu P08

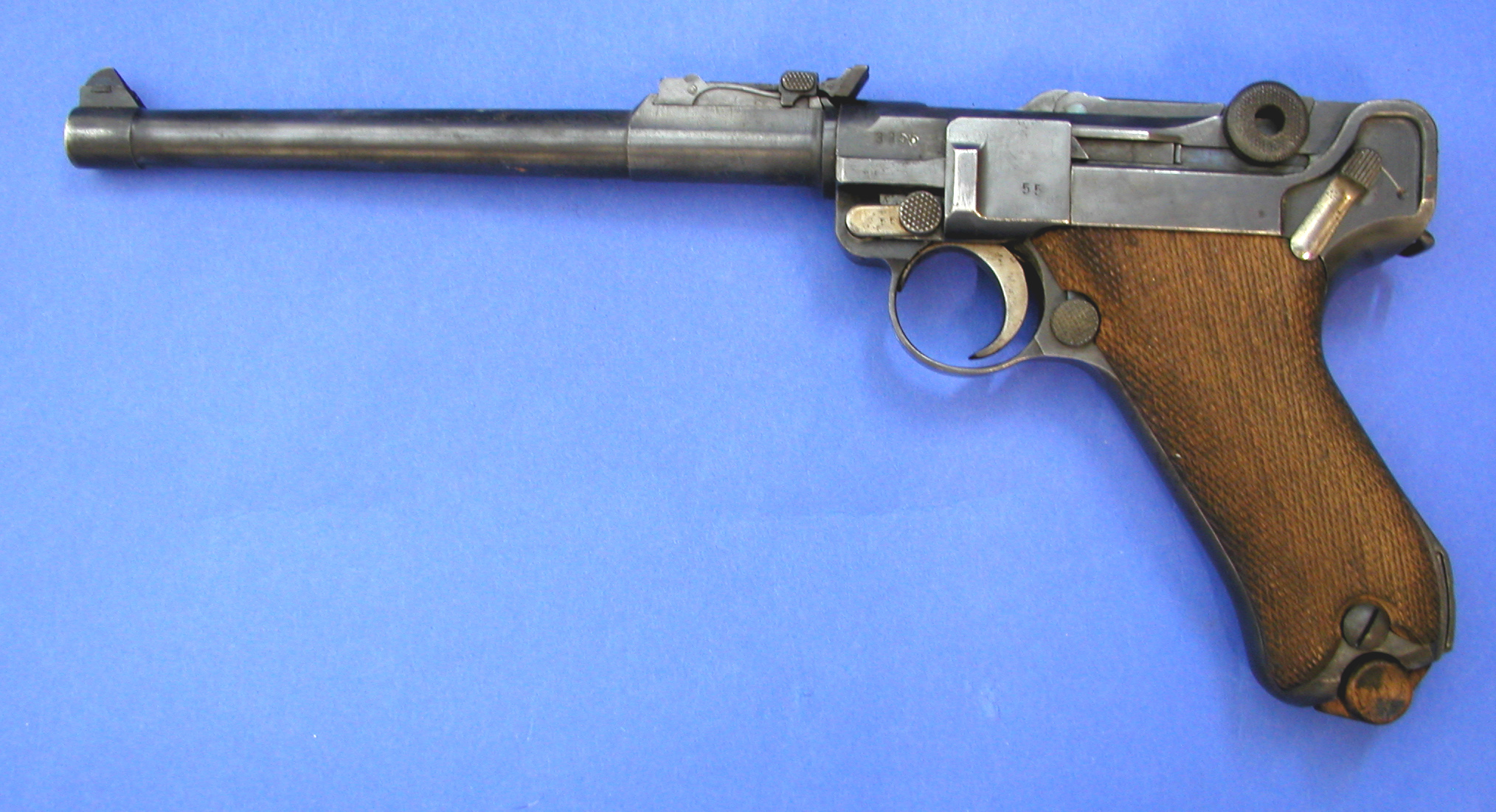
Parabellum w wersji Lange

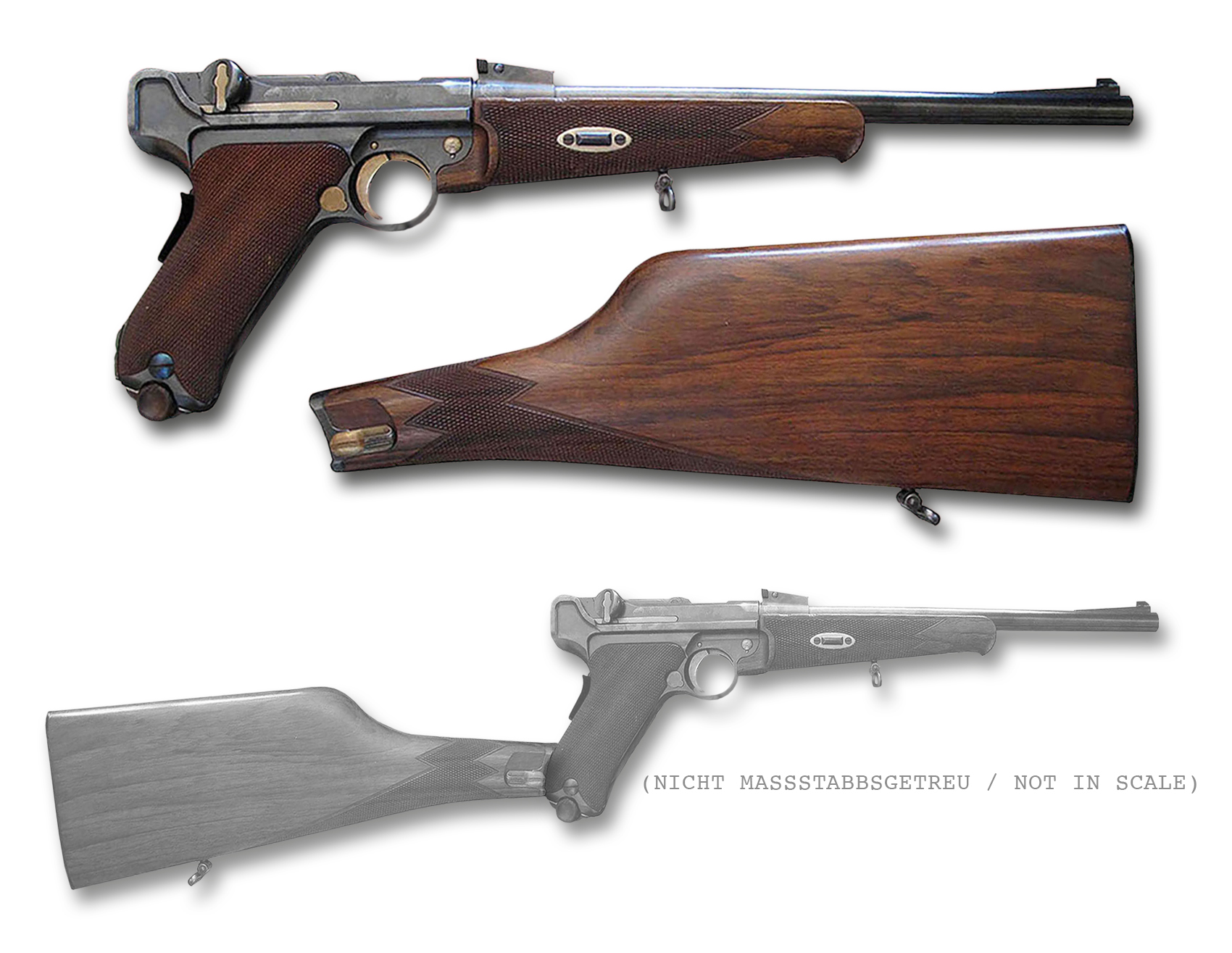
Parabellum Model 1902 z łożem i doczepianą kolbą

Pistolet P08 jest bronią samopowtarzalną działającą na zasadzie wykorzystania krótkiego odrzutu lufy.
Mechanizm ryglowy typu kolankowo-dźwigniowego. Mechanizm uderzeniowy bijnikowy (igliczny) z oddzielną sprężyną uderzeniową w zamku. Zamek kolankowy, odryglowujący się przez złamanie do góry dźwigni zamkowej jest zapożyczeniem z karabinu maszynowego Maxima. Mechanizm spustowy z przerywaczem umożliwia strzelanie tylko ogniem pojedynczym. Bezpiecznik zapobiegający przypadkowym wystrzałom uniemożliwia jednocześnie cofnięcie zamka po zabezpieczeniu pistoletu. Wyrzutnik sprężynujący znajduje się w kadłubie.
Pistolet zasilany jest z wymiennego magazynka pudełkowego, jednorzędowego o pojemności 8 nabojów, który umieszczony jest w chwycie pistoletu. Po wystrzeleniu ostatniego naboju zamek zatrzymuje się w tylnym położeniu.
Pistolet wyposażony jest w stały celownik szczerbinkowy. Ma przycisk do zwalniania magazynka po lewej stronie chwytu, ułatwia to znacznie jego wymianę, zwłaszcza gdy trzeba to zrobić szybko.
Pistolet Lugera, choć długi przy stosunkowo krótkiej lufie, ma bardzo korzystny kąt między lufą a chwytem powodujący bardzo dogodne ułożenie dłoni, a co za tym idzie celniejsze strzelanie. Ponadto, spust pistoletu przy jego niewielkim kabłąku (co jest poważną wadą uniemożliwiającą strzelanie np. w rękawicach), ma bardzo istotną zaletę umożliwiającą oddanie strzału przy uszkodzeniu sprężyny powrotnej spustu, tj. ma on kształt 2/3 obrączki, co umożliwia oddziaływanie palcem nie tylko w tył (ściąganie spustu), ale i w kierunku lufy, a następnie jego ponowne ściągnięcie i oddanie kolejnego strzału. Pistolet może być rozkładany bez konieczności stosowania przyborów.